# Гуго Босс
Гуго Фердинанд Босс (нім. Hugo Ferdinand Boss; 8 липня 1885, Метцинген — 9 серпня 1948, Метцинген) — німецький підприємець, засновник німецької компанії-виробника модного одягу «Hugo Boss».

## Біографія
Гуго Босс навчався в народній школі і до 1899 року відвідував Реальне училище. Протягом трьох років навчався купецької справі в місті Бад-Урах.
У 1902 році Босс пішов працювати на ткацьку фабрику в Метцингені. Після проходження військової служби з 1903 по 1905 рік працював на ткацькій фабриці в Констанці.
У 1908 році після смерті батьків Гуго Босс успадкував їх текстильний магазин в Метцингені. 
У 1914 році з початком Першої світової війни Гуго Босс пішов в чині оберєфрейтора на фронт і в тому ж званні звільнився з армії в 1918 році. У 1923 році він заснував в Метцингені невелику швейну фабрику з виробництва робочого і спортивного одягу.
У 1930 році фабрика опинилася під загрозою банкрутства. 1 квітня 1931 року Гуго Босс вступив у НСДАП (партійний квтиок №508 889) і тим самим врятував своє підприємство, отримавши партійне замовлення на виробництво уніформи СА, СС і Гітлер'югенду.
Історик Роман Кестер, автор дослідження «Гуго Босс, 1924–1945. Фабрика одягу між Веймарською республікою і Третім Рейхом», опублікованого в 2011 році, пише: «Згідно з усіма наявними джерелами, фірма не мала нічого спільного з дизайном уніформ.»
У 1934 році Босс купив ткацьку фабрику і переніс на її територію швейні майстерні. У 1937 році на Гуго Босса працювали майже сто чоловік. З початком Другої світової війни його фабрика була оголошена важливим військовим підприємством і отримала замовлення на виготовлення уніформи Вермахту. У період з 1940 по 1945 рік на фабриці було задіяно 140 підневільних робітників — в основному з Польщі та України, а також 40 французьких військовополонених. 
Після Другої світової війни Босс швидко переключився на виробництво робочого одягу для залізничників і листонош. У ході денацифікації він був визнаний посібником нацистів, позбавлений виборчих прав і засуджений до штрафу в розмірі 80 000 марок. Виплачуючи штраф, він безуспішно спробував повернути собі виборче право.
Гуго Фердинанд Босс помер 9 серпня 1948 року у 63-річному віці від абсцесу зуба. Після його смерті керівництво фірмою перейшло в руки його зятя Ойгена Голі.

## Сім'я
У 1908 році Босс одружився з Анною Катаріною Фрейзінгер. У шлюбі народилася дочка Гертруда, яка в 1931 році вийшла заміж за торгового агента Ойгена Голі.